# Wilhelm III. (Oranien)

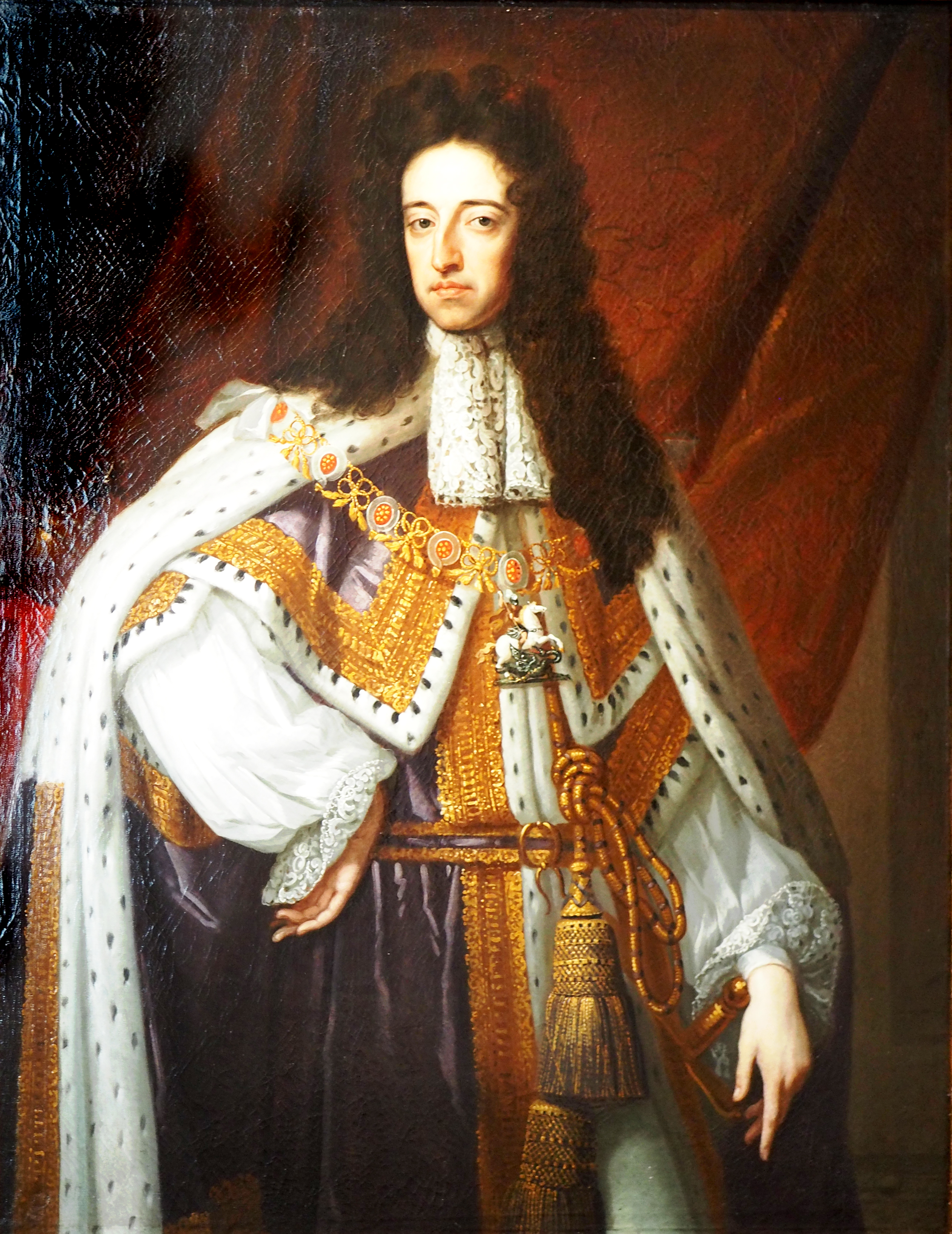
Godfrey Kneller, Wilhelm III., um 1690, Residenzmuseum im Celler Schloss

Wilhelm III. von Oranien (* 4. Novemberjul. / 14. November 1650greg. in Den Haag; † 8. Märzjul. / 19. März 1702greg. im Kensington Palace in Kensington) aus dem Haus Oranien-Nassau war ab 1650 Fürst von Oranien, ab 1672 Statthalter von Holland, Zeeland und Utrecht, ab 1675 auch von Overijssel und Gelderland und ab 1698 auch von Drenthe. Er gelangte 1688/1689 nach einer gelungenen Invasion im Zuge der Glorious Revolution zusammen mit seiner Frau Maria II. auf den Thron und wurde in Personalunion König von England und Irland und als Wilhelm II. König von Schottland. Nach dem Tod seiner Frau regierte er alleine.
Wilhelm von Oranien war der entscheidende Gegenspieler des französischen „Sonnenkönigs“ Ludwig XIV. Er sah seine Hauptaufgabe darin, die protestantischen Mächte Europas zu vereinen und Frankreichs Hegemonialansprüche zurückzuweisen. Unter seiner Herrschaft führten England, die Niederlande und das römisch-deutsche Reich jahrzehntelange Kriege gegen die Übermacht Frankreichs.

## Leben

### Jugend in den Niederlanden

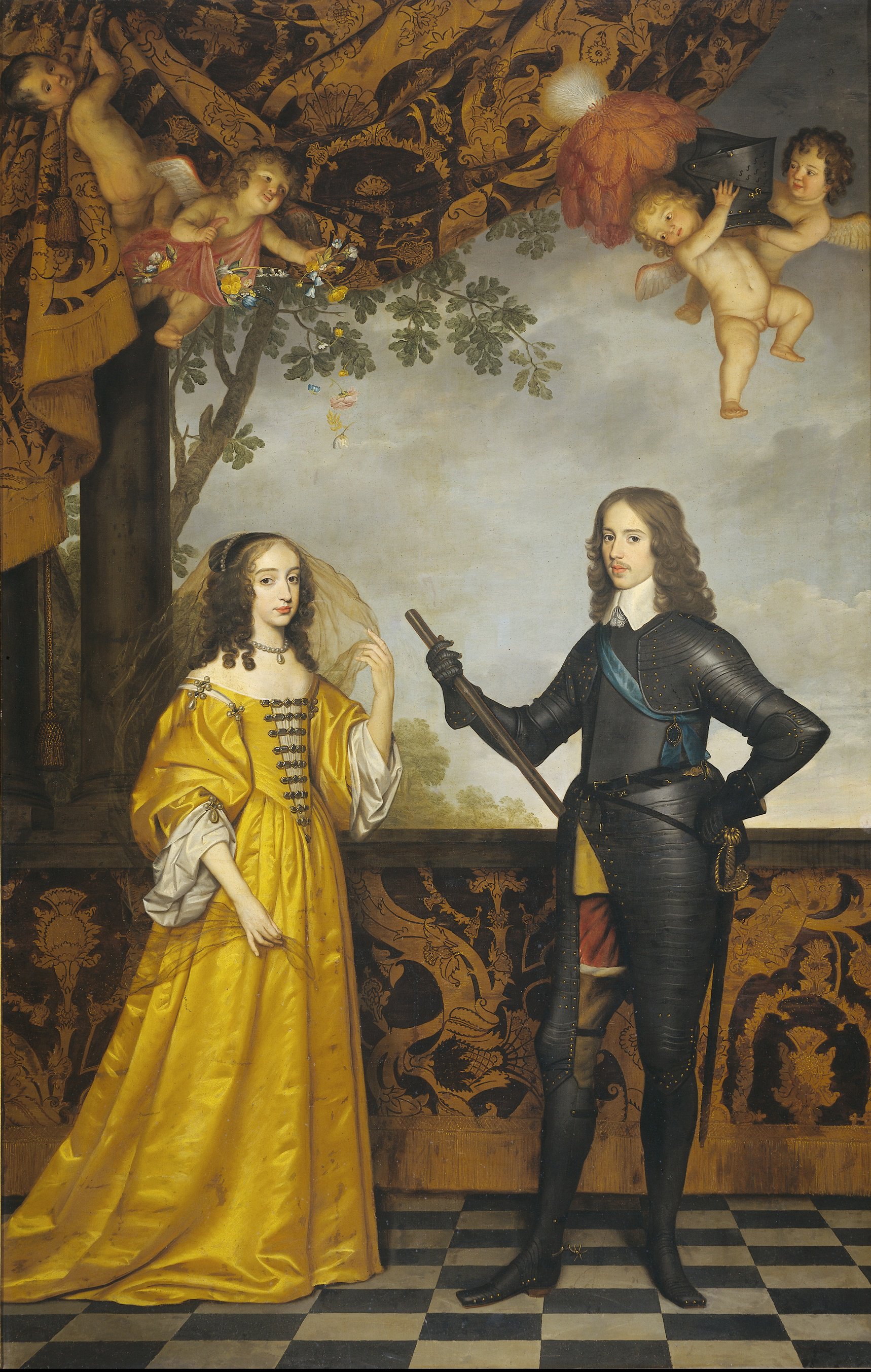
Gerrit van Honthorst, Wilhelms Eltern Wilhelm II. und Maria Henrietta Stuart, 1647, Rijksmuseum Amsterdam

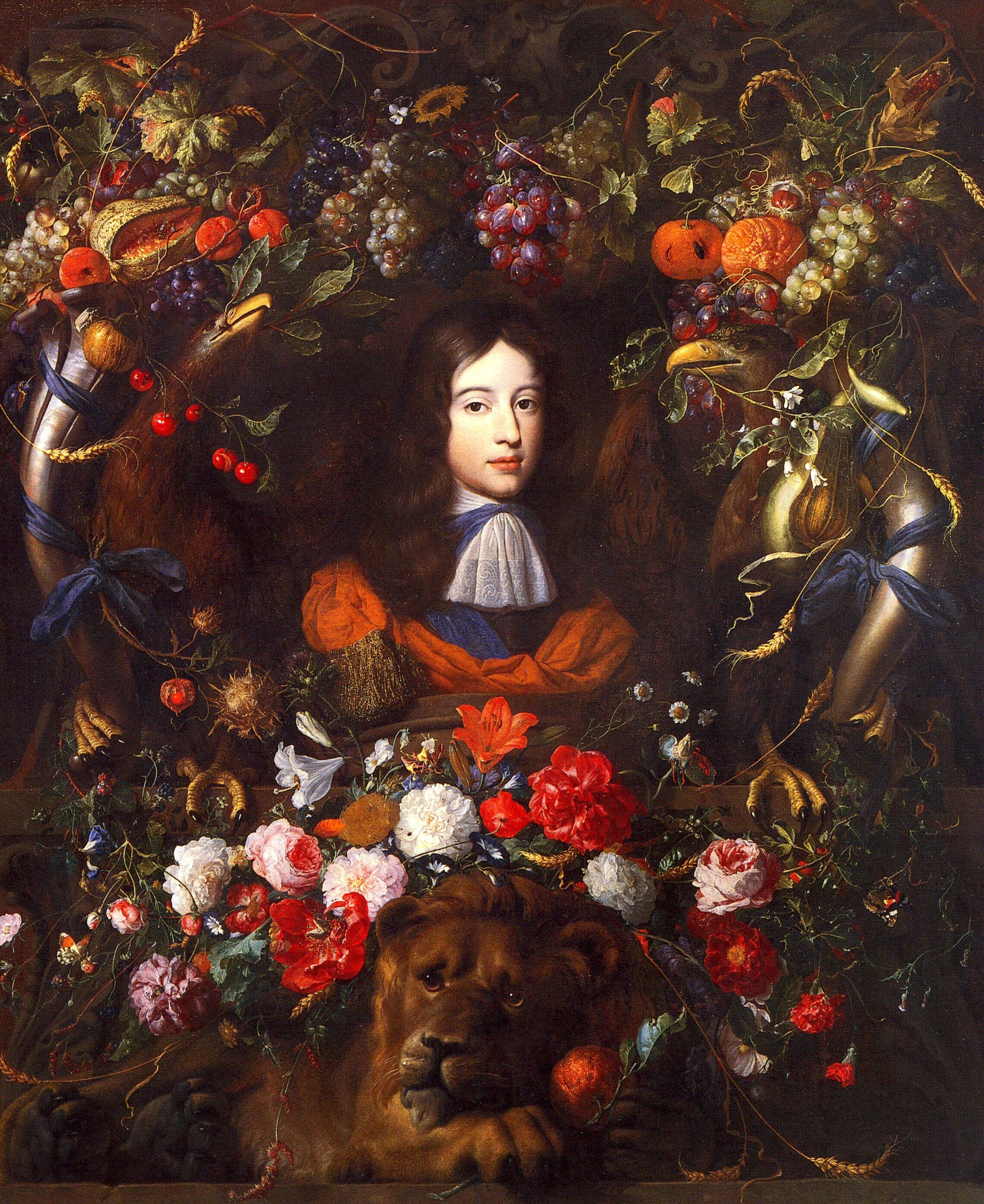
Porträt Wilhelms im Alter von zehn Jahren, vermutlich von Jan Vermeer van Utrecht, in einer von Jan Davidsz. de Heem gestalteten Kartusche, Musée des Beaux-Arts (Lyon)

Wilhelm wurde als einziges Kind von Prinz Wilhelm II. von Oranien und Maria Henrietta Stuart, acht Tage nach dem frühen Tod seines Vaters geboren. Sein Großvater mütterlicherseits, König Karl I. von England, war fast zwei Jahre zuvor vom englischen Parlament hingerichtet worden. Der Hohe Rat von Holland, Zeeland und Westfriesland bestimmte als gemeinsame Vormünder für Wilhelm seine Mutter, seine Großmutter väterlicherseits Amalie zu Solms-Braunfels und seinen Onkel Friedrich Wilhelm von Brandenburg.
Die fürstliche Familie von Oranien war die bedeutendste und reichste Adelsfamilie in den Niederlanden und stellte traditionell die Statthalter von Holland und damit das mächtigste Amt in der Republik der Vereinigten Provinzen. Dieses Wahlamt war jedoch nicht erblich, und daher folgte Wilhelm nicht qua Erbrecht auf seinen Vater, außer in dem kleinen südfranzösischen Fürstentum Orange. Stattdessen übernahmen Regenten aus den Städten die Macht, darunter Cornelis de Graeff und Gillis Valckenier sowie Ratspensionär Johan de Witt. Diese hatten ein Auge auf seine Erziehung, auch wenn er am Hof seiner Mutter im Binnenhof in Den Haag aufwuchs. Die öffentliche Meinung in den Niederlanden war Maria Henrietta Stuart aber nicht sehr wohlgesonnen, da ihr während der Cromwell-Herrschaft hauptsächlich die Restauration des Hauses Stuart auf den britischen Inseln am Herzen lag und sie ihre Brüder Karl und Jakob im Haag als Exilanten aufnahm, während viele calvinistische und republikanisch gesinnte Niederländer mit der Puritanerherrschaft in England sympathisierten. Auch verlangte die verwitwete Statthalterin stets, wie eine Königin behandelt zu werden; daher verbrachte sie zwischen 1654 und 1657 die meiste Zeit außerhalb Hollands.
Wilhelm, ein kränkliches und etwas verwachsenes Einzelkind, wurde zuerst von niederländischen, englischen und schottischen Gouvernanten aufgezogen; er genoss sodann eine streng calvinistische Erziehung, zu seinen Lehrern gehörten Cornelis Trigland, ein Schüler des Theologen Gisbert Voetius, sowie Constantijn Huygens. Nach calvinistischen Grundsätzen wurde ihm vermittelt, er sei ein Instrument der göttlichen Vorsehung.
1660 verstarb die Mutter des Zehnjährigen bei einem Besuch in London, wo ihr Bruder Karl II. soeben, nach dem Ende der Cromwell-Herrschaft, auf den Thron gekommen war. Nun kümmerte sich weiterhin seine Großmutter um ihn, sowie Frederick Nassau de Zuylestein, ein illegitimer Halbbruder seines Vaters. Er besuchte auch den brandenburgischen Hof in Berlin und Potsdam, wo seine Tante Luise Henriette von Oranien mit dem „Großen Kurfürsten“ Friedrich Wilhelm, seinem Co-Vormund, verheiratet war. Ab 1659 studierte er sieben Jahre an der Universität Leiden. Dorthin begleitete ihn sein engster Freund, der ein Jahr ältere Johann Wilhelm Bentinck, der gemeinsam mit ihm am Hof in Den Haag aufgewachsen war.
Auf Betreiben von De Graeff hin bildete sich eine Kommission der Generalstaaten, welche die Ausbildung von Wilhelm zum Inhalt hatte, und auch eine Versöhnung zwischen den Staatsgesinnten und den Oraniern vorantreiben sollte. Vorsitzender Dieser Kommission war neben De Graeff auch De Witt. In den Sommern spielte der junge Prinz mit De Graeffs Söhnen Pieter und Jacob de Graeff im Park des Landhauses in Soestdijk. Im Jahr 1674 kaufte Wilhelm das Gut von Jacob de Graeff, welches in späteren Zeiten zum Palais Soestdijk umgebaut wurde. 1666 erklärte ihn das Parlament zum „Kind des Staates“ und De Witt übernahm die Erziehung; er entfernte Frederick Nassau und dessen pro-englische Freunde aus der Umgebung des Prinzen.
Im November 1670 erhielt Wilhelm allerdings die Erlaubnis, seinen Onkel Karl II. in London zu besuchen, hauptsächlich um Kredite der Republik einzutreiben. Karl erlebte seinen Neffen als niederländischen Patrioten und überzeugten Calvinisten; daher scheute er davor zurück, ihm den kürzlich geschlossenen, streng geheimen Vertrag von Dover zu offenbaren, der eine Aufteilung der Niederländischen Republik in Interessenzonen zwischen England und Frankreich, die Konversion Karls II. zum Katholizismus sowie die Installierung Wilhelms als Fürst eines holländischen Rumpfstaats beabsichtigte. Wilhelm wiederum erlebte seinen Onkel Karl und dessen Bruder Jakob, seinen künftigen Schwiegervater, als überwiegend mit Trinken, Spielen und ihren Mätressen beschäftigt.

### Statthalter in den Niederlanden

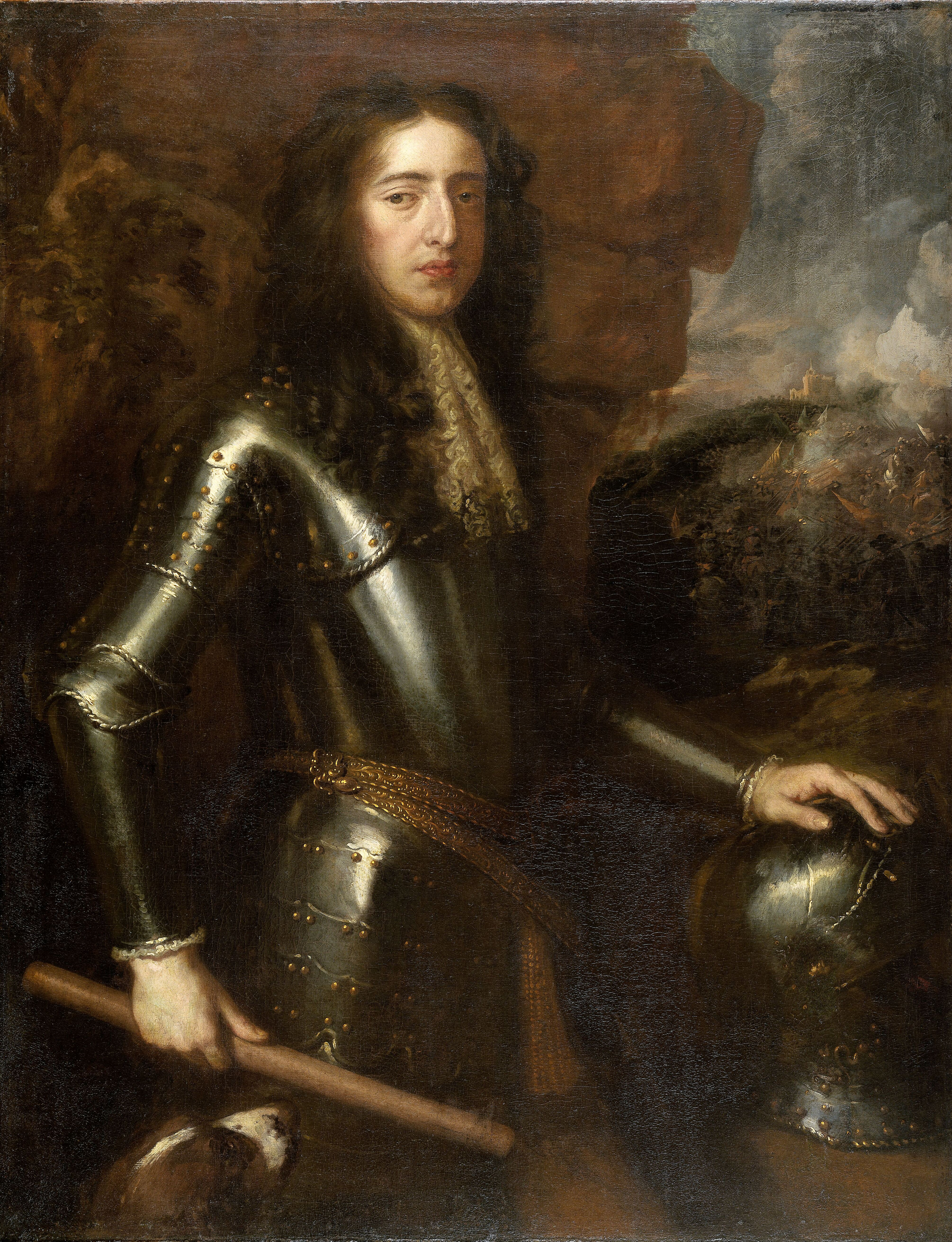
Wilhelm III. von Oranien im Jahre 1677

Im Jahr 1672, dem rampjaar, in dem die Niederlande durch Öffnung der Deiche gerade noch einmal eine vollständige Eroberung nach der Invasion der Franzosen verhindern konnten, kam es zum Sturz Johan de Witts (und dessen Onkels, des Amsterdamer Regenten Andries de Graeff). Wilhelm III. wurde zum Statthalter, Generalkapitän und Admiral der Republik der Sieben Vereinigten Provinzen gewählt, wobei ihn formell nur fünf der sieben Provinzen wählten. Damit setzten sich die Orangisten im Machtkampf mit den strengen Republikanern durch. Wilhelm gilt als einer der Verantwortlichen für die Ermordung der Gebrüder Johan und Cornelis de Witt am 20. August 1672 in Den Haag. Er soll vorab von dem Komplott gewusst haben, fest steht, dass er Teilnehmer der Verschwörung anschließend belohnte (siehe auch Willem Tichelaar#Ermordung der Brüder de Witt).
Im Niederländisch-Französischen Krieg (1672–1678/1679) wehrte Wilhelm entschlossen und erfolgreich die Truppen des französischen Königs Ludwig XIV. ab und konnte die Unabhängigkeit des Landes erhalten. Im Verlauf des Krieges errang er verschiedene Siege, erlitt aber wie bei Cassel auch schwere Niederlagen.
1677 heiratete er seine Cousine, Prinzessin Maria von England, die protestantische Tochter seines Onkels, des Herzogs von York und späteren englischen Königs Jakob II. und dessen erster Ehefrau Anne Hyde. Bereits seit Annes Tod im März 1671 und dem Tod ihres Sohnes Edgar drei Monate später hatte sich die britische Öffentlichkeit auf eine künftige Thronfolge Marias eingestellt, da die Ehe von Jakobs Bruder, dem König Karl II., seit vielen Jahren kinderlos geblieben war und nicht zu erwarten war, dass sich daran noch etwas änderte. Marias Ehe mit einem der Anführer des europäischen Protestantismus wurde allgemein willkommen geheißen, weil ihr Vater bereits acht Jahre zuvor zum Katholizismus konvertiert war. Mit der Thronbesteigung ihres Vaters im Jahre 1685 wurde Maria auch offiziell Thronfolgerin. 1686 erwarb Wilhelm das Huis ten Bosch in Den Haag von den Schwestern seines Vaters, welches das Ehepaar nun als Hauptwohnsitz bezog. Von 1685 bis 1692 ließen William und Mary den Palast Het Loo als Sommersitz erbauen, der zum architektonischen Vorbild für viele barocke Landsitze in England und Norddeutschland wurde.

### Religiöse Auseinandersetzungen in England

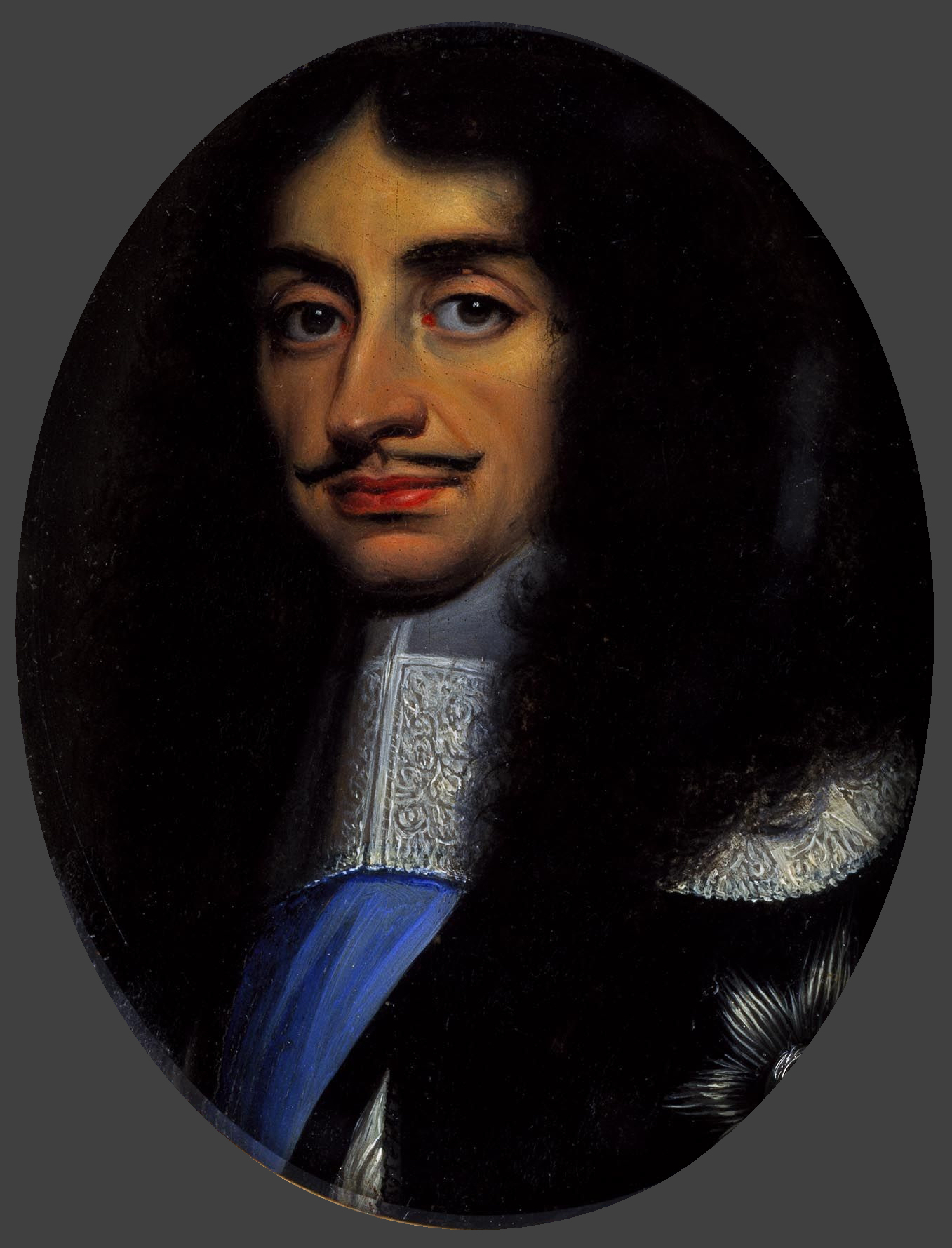
Karl II.

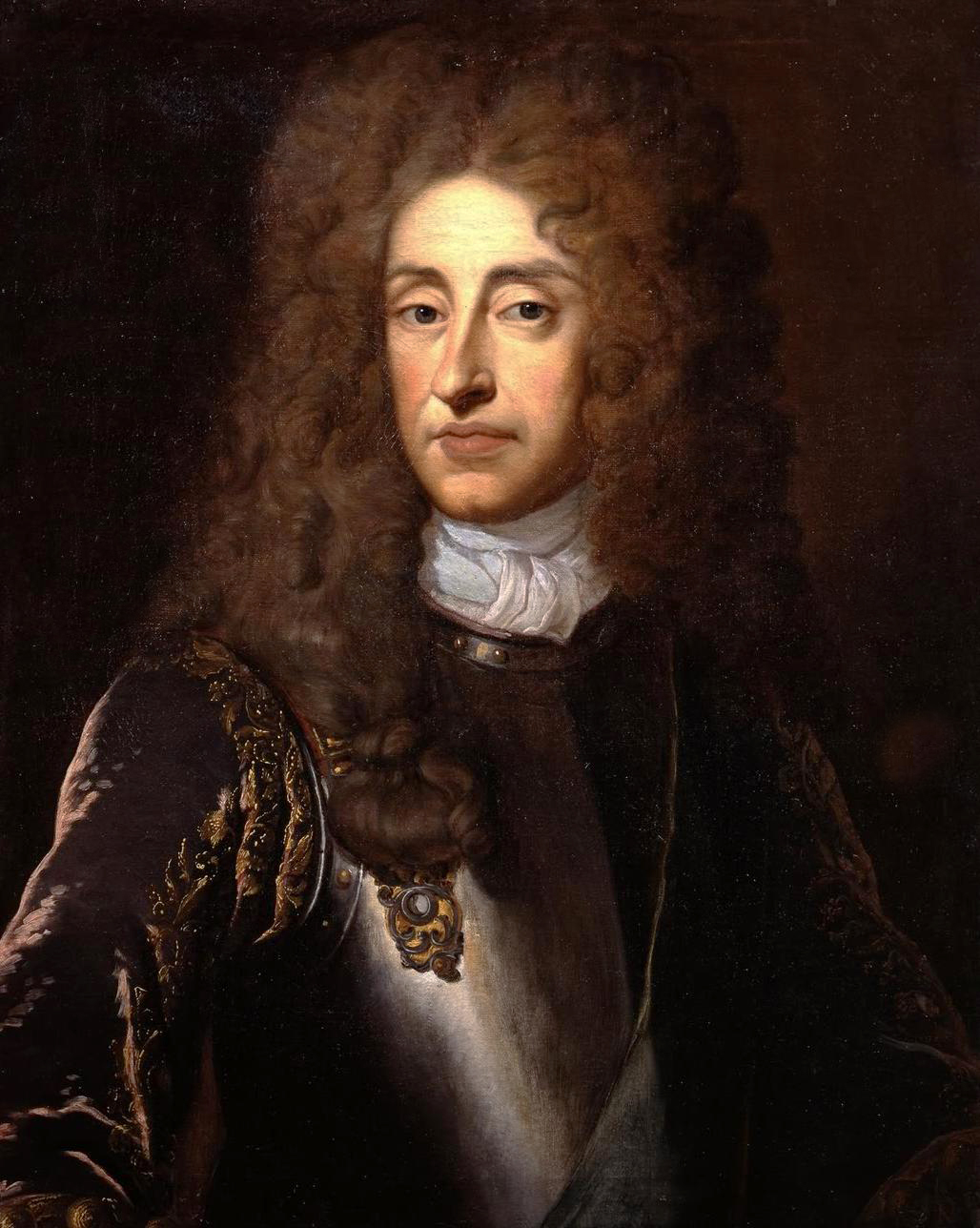
Jakob, Herzog von York, Schwiegervater Wilhelms, ab 1685 Jakob II.

In England bahnten sich derweil Probleme an: Wilhelms Onkel, König Karl II., hatte keine legitimen Kinder und Karls jüngerer Bruder Jakob, Herzog von York und Wilhelms Schwiegervater, war – geprägt von seiner Jugend im französischen Exil – bereits 1668/69 zum Katholizismus konvertiert, was Karl II. zwar selbst ursprünglich auch geplant, aus Sorge vor der öffentlichen Meinung aber nicht umgesetzt hatte. Jakobs Konversion löste umgehend politische Widerstände gegen sein Recht auf die Nachfolge seines Bruders aus, die jedoch zunächst keine Folgen hatten, weil eine weitere Nachfolge durch Jakobs Töchter – allen voran Maria – zu erwarten war, die anglikanisch getauft waren und auf Karls Anordnung auch so erzogen wurden.
Trotz alledem erlaubte der König seinem Bruder, der 1671 Witwer geworden war, 1673 die katholische Maria Beatrice d’Este, Prinzessin von Modena zu heiraten. Viele Engländer misstrauten folglich der neuen Herzogin von York und betrachteten sie als eine Agentin des Papstes. Auch um die Öffentlichkeit zu beruhigen, stimmte Jakob 1677 der Ehe seiner älteren Tochter Maria mit seinem Neffen Wilhelm von Oranien zu. Als aber weiter wilde Verschwörungstheorien um sich griffen, setzte sich Jakob zunächst nach Brüssel ab. Das Parlament war 1679 im Begriff, die Exclusion Bill zu verabschieden, durch die Jakob von der Thronfolge ausgeschlossen werden sollte, doch Karl II. löste das Parlament auf, bevor es zur Abstimmung kam. 1680 schickte er seinen Bruder als Lord High Commissioner nach Schottland. Die Popularität Karls II. war zu jener Zeit aber hinreichend groß, dass er seinem Bruder 1682 die Rückkehr nach England erlauben konnte. 1683 scheiterte eine protestantische Verschwörung (Rye House Plot) mit dem Ziel, den König und seinen Bruder zu ermorden.
Karl II. starb 1685 ohne legitime Nachkommen und trat auf dem Sterbebett zum katholischen Glauben über, wie er es immer beabsichtigt hatte. Sein Bruder folgte ihm auf dem Thron. Er musste sich jedoch mit der Monmouth-Rebellion des illegitimen Sohnes von Karl II., James Scott, Herzog von Monmouth, auseinandersetzen, der sich selbst am 20. Juni 1685 zum König erklärte. Die Rebellion endete mit der Niederlage der Rebellen in der Schlacht von Sedgemoor. George Jeffreys, den man den „Hängerichter“ nannte, bestrafte im Auftrag Jakobs II. die Rebellen hart. Um sich selbst vor weiteren Rebellionen zu schützen, versuchte Jakob eine große stehende Armee aufzubauen und als er Katholiken als Führer mehrerer Regimenter einsetzte, geriet er in Konflikt mit dem Parlament. Dieses suspendierte er im November 1685, es sollte während seiner Herrschaft nie wieder zusammentreten.
Jakob II. verfolgte nun eine Politik der weitestgehenden religiösen Toleranz zugunsten der Katholiken, wobei er sich wiederholt über gültige Gesetze hinwegsetzte. Nachdem Jakobs Freund, der französische König Ludwig XIV., im Oktober 1685 das Edikt von Fontainebleau erlassen und die Verfolgung der Protestanten in Frankreich angeordnet hatte, von denen viele nach England flohen, steigerte sich die antikatholische öffentliche Meinung in England bis zur Panik, insbesondere als Ludwig zwei Jahre später die Auswanderung stoppte und die gewaltsame Konversion mittels Dragonaden befahl. Als Königin Maria Beatrice im Juni 1688 einen Sohn und Erben, James Francis Edward, zur Welt brachte, der seine Halbschwester Maria von Oranien auf Platz zwei der Thronfolge verdrängte, stand plötzlich eine dauerhaft katholische Dynastie in Aussicht. Nun rückten die beiden eigentlich verfeindeten Parteien des englischen Parlaments zusammen: Die Tories hatten zwar Jakobs Thronfolge unterstützt, aber nur wegen der absehbaren Thronfolge seiner protestantischen Töchter. Sie standen tatsächlich der anglikanischen Kirche nahe und lehnten jede Aufweichung des bestehenden Staatskirchensystems zugunsten größerer Toleranz ab. Die Whigs hatten Jakobs Thronbesteigung aufgrund seiner Religionszugehörigkeit immer verhindern wollen und waren trotz bzw. wegen ihrer Verbindung zu protestantischen Nonkonformisten nicht bereit, eine Toleranzpolitik zu akzeptieren, die auch Katholiken zugutekommen würde.
Der König entließ nun Henry Compton, den antikatholischen Bischof von London, sowie weitere Anglikaner aus ihren politischen Ämtern und besetzte die wichtigsten Positionen an der University of Oxford mit Katholiken. Mit der Nachsichtserklärung (Declaration of Indulgence) setzte er 1687 Gesetze außer Kraft, die Katholiken, aber auch religiöse Abweichler auf der protestantischen Seite, diskriminierten oder bestraften.

### Glorious Revolution

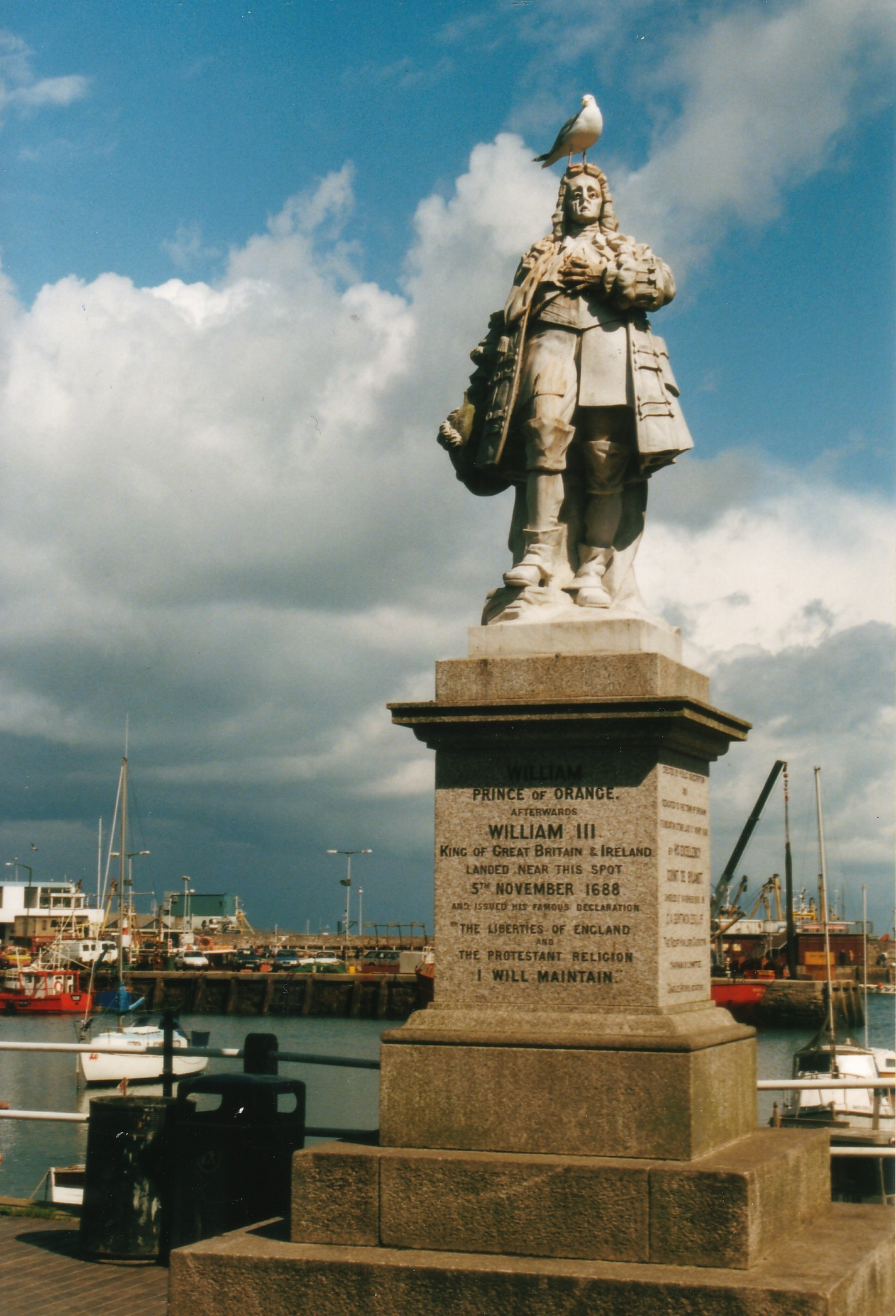
Statue von Wilhelm III. im Hafen von Brixham, wo er am 5. November 1688 mit seiner niederländischen Armee im Zuge der Glorious Revolution in England landete

In der „Glorreichen Revolution“ riefen bereits ab Juni 1688 Teile des Parlaments Jakobs Schwiegersohn Wilhelm um Hilfe und forderten ihn auf, mit einer Armee nach England überzusetzen. Schon im September zeichnete sich ab, dass Wilhelm dem Ruf folgen wollte und eine Invasion plante. Einen wichtigen Grund bildete für Wilhelm selbst seine Gegnerschaft zu Ludwig XIV. und das Ziel, für den Konflikt mit Frankreich seine Machtbasis zu vergrößern. Die Generalstaaten stimmten der englischen Invasion aber erst zu, als Wilhelm von den protestantischen deutschen Reichsständen die Zusicherung erhalten hatte, in seiner Abwesenheit die Niederlande und den westlichen Teil des Reiches gegen Frankreich zu schützen. König Jakob wiederum lehnte die angebotene Hilfe Ludwigs XIV. ab, da er wohl zu Recht fürchtete, die Engländer würden ihm eine französische Intervention übelnehmen. Auch glaubte er, seine Armee sei der Konfrontation gewachsen. Die Konzentration der französischen Truppen in Süddeutschland, wegen des Pfälzischen Erbfolgekriegs, ermöglichte es Wilhelm, mit starken Truppen nach England überzusetzen.
Als der Prinz von Oranien am 5. November 1688 in England anlegte, wurde Jakob von allen seinen protestantischen Offizieren im Stich gelassen. Auch seine jüngere Tochter Anne schloss sich der Invasionsstreitmacht an. Jakob wich vor Wilhelms militärischer Übermacht zunächst ins französische Exil aus, was vom Parlament wiederum als Abdankung gewertet wurde. Aufgrund seines militärischen Erfolgs betrachtete sich Wilhelm als König von England, Schottland und Irland. Nachdem er und seine Frau der Bill of Rights am 22. Januar 1689 zugestimmt hatten, wurden die beiden vom Parlament am 13. Februar als die neuen gleichberechtigten Herrscher anerkannt. Am 11. April 1689 wurden Maria II. und Wilhelm III. in einer bis heute in Europa einzigartigen Doppelkrönung in der Westminster Abbey gekrönt. Denn Maria wurde dabei nicht zur Queen Consort und Wilhelm zum Monarchen und Souverän gekrönt (oder umgekehrt sie zur regierenden Königin), sondern beide gleichzeitig zu Monarchen und Souveränen – einer Art königlichen „Doppelspitze“. Wilhelm hatte darauf bestanden, aus eigenem, durch seinen militärischen Sieg erworbenen Recht zu herrschen (also als „Eroberer“ wie einst Wilhelm der Eroberer) – und nicht nur als Prinzgemahl der Königstochter und Thronerbin Maria. Daher regierte er nach Marias Tod im Jahre 1694 auch allein weiter, was möglich wurde, indem er zugestand, dass seine Schwägerin Anne (und nicht sein eigener nächster Verwandter) ihm nachfolgen würde.

### Königsherrschaft und Kriege

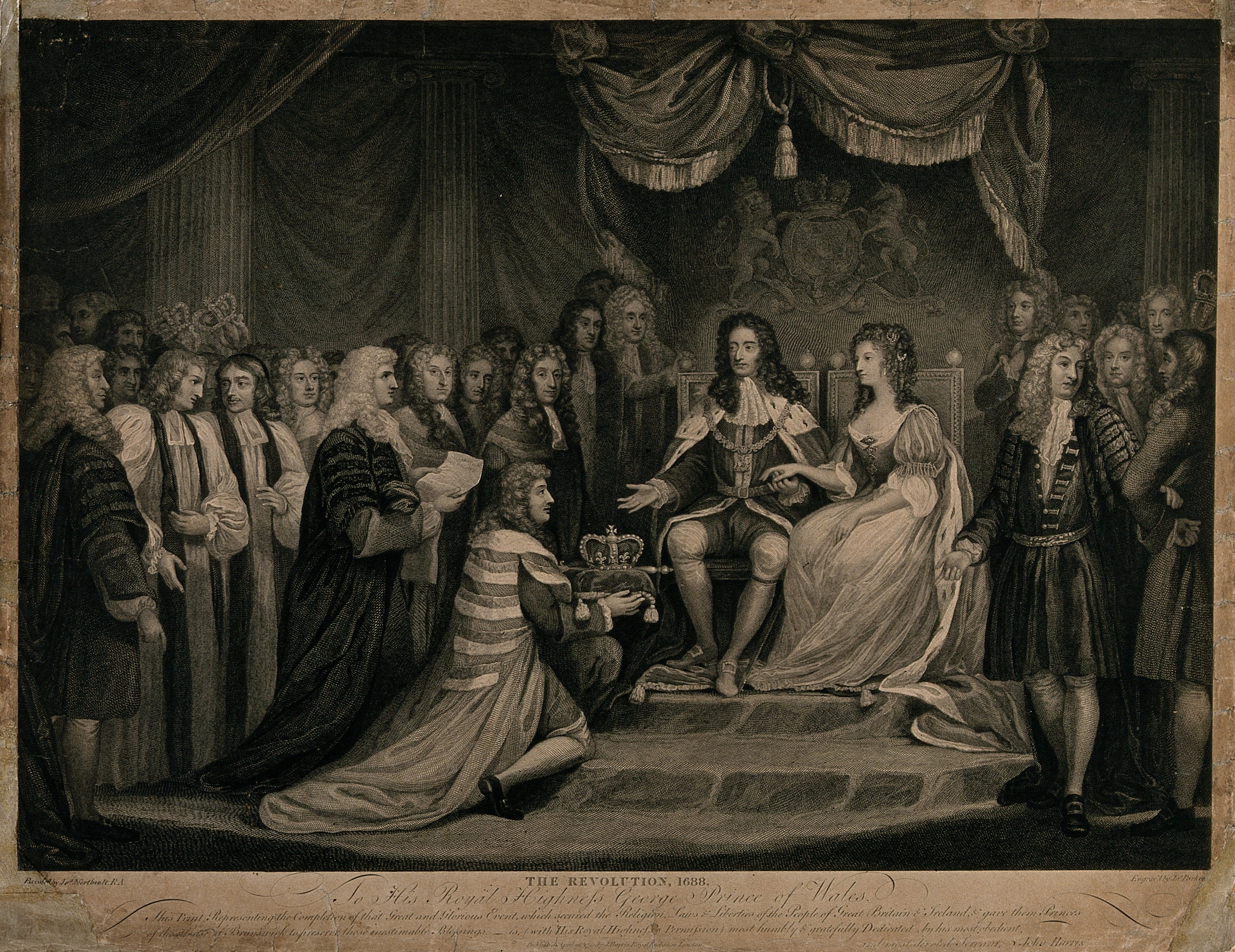
Wilhelm und Maria wird 1689 die englische Krone überreicht.

Das Parlament von Schottland hingegen zögerte und trat zunächst in Briefwechsel mit beiden, akzeptierte aber schließlich Wilhelm als König. Die schottischen Hochlandbewohner rebellierten aber unter der Führung von John Graham of Claverhouse gegen diese Entscheidung. Dieser fiel in der Schlacht von Killiecrankie. Auf dem Rückweg von der Schlacht von Dunkeld, in der die „Jakobiten“ den „Orangisten“ unterlegen waren, kam es zu Plünderungen, weshalb es Anfang 1692 zum Massaker von Glencoe kam, das als Fehde zweier verfeindeter Hochlandclans interpretiert wird; Wilhelm hatte aber Befehle unterzeichnet, die für das Massaker missbraucht wurden. Er selbst wurde von einer später beauftragen Untersuchungskommission für unschuldig befunden und auch sonst niemand zur Rechenschaft gezogen.
Im katholischen Irland nahmen die Aufstände einen größeren Umfang an, Führer der dortigen Rebellion war Richard Talbot, 1. Earl of Tyrconnell. Mit einer französischen Flotte landete Jakob II. selbst im März 1689 in Irland, Wilhelm III. landete dort ebenfalls 1690 mit einer Truppe von 35.000 Mann. In der Schlacht am Boyne besiegte Wilhelm am 12. Juli seinen Schwiegervater und dieser floh zurück nach Frankreich (der Jahrestag der Schlacht wird im protestantischen Nordirland bis heute mit Paraden und orangen Fahnen als Orangemen’s Day gefeiert); bis Oktober 1691 brachten englische Truppen ganz Irland unter Kontrolle. 1692 planten die Franzosen eine Landung in England selbst. Es gelang ihnen aber nicht, die Seeherrschaft im englischen Kanal zu erringen. Damit waren die militärischen Versuche Ludwigs XIV., die katholische Stuartherrschaft zu restaurieren, gescheitert. Die Niederländer und die Engländer konnten nun mit stärkeren Kräften auf dem Kontinent eingreifen.
Wilhelm schmiedete nun die sogenannte Große Allianz. Die spanischen Niederlande wurden zum eigentlichen Hauptschauplatz des Krieges. Bei der Belagerung von Namur (1692) standen sich die beiden Könige Wilhelm und Ludwig persönlich mit ihren Armeen gegenüber. Der Pfälzische Erbfolgekrieg wogte zu Land und zur See hin und her und griff mit dem King William’s War sogar auf die nordamerikanischen Kolonien über. Den Krieg beendete erst 1697 der Frieden von Rijswijk, in dem Frankreich Wilhelms Herrschaft über die britischen Inseln anerkannte, aber einige Gebietsgewinne sichern konnte.

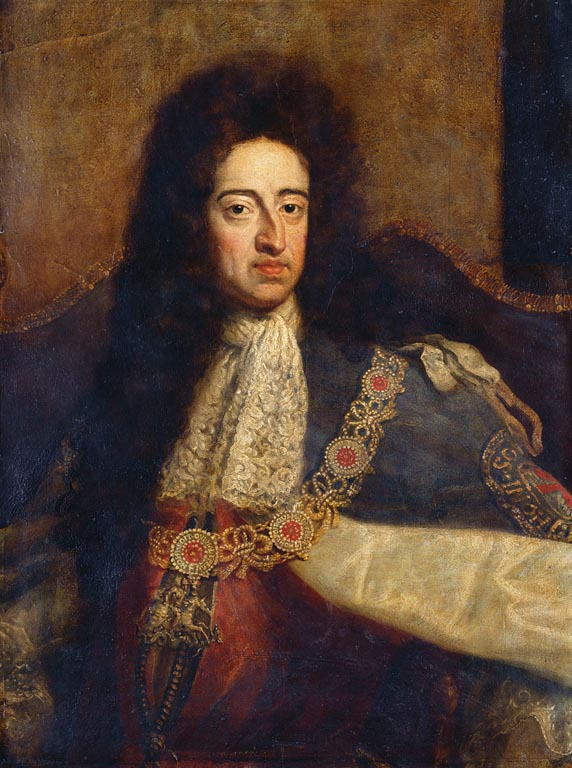
Wilhelm III. (um 1695–1700)

Königin Maria, die Anfang 1678 sowie ein Jahr darauf zwei Fehlgeburten erlitten hatte, war kinderlos geblieben. 1694 verstarb sie. Nachdem 1698 der Palace of Whitehall abgebrannt war, verlegte König Wilhelm III. seine offizielle Residenz in den St James’s Palace, bevorzugte jedoch die außerhalb der Stadt gelegenen Landsitze Kensington Palace und Hampton Court Palace als Wohnsitze, die er erweitern und umgestalten ließ.
In der Regierungszeit Wilhelms gelang es dem englischen Parlament, seine Rechte – meist gegen königlichen Widerstand – wesentlich zu erweitern. So wurde beispielsweise die Bill of Rights verabschiedet, die parlamentarische Verantwortlichkeit von Ministern durchgesetzt und die Bank of England gegründet.
Wilhelm war – im Gegensatz zu seiner Frau und deren Schwester Anne – als Ausländer und Calvinist in England nicht sonderlich beliebt, wozu noch beitrug, dass er seinem aus Holland mitgebrachten Jugendfreund und Favoriten, Johann Wilhelm Bentinck, 1. Earl of Portland und später auch Arnold van Keppel, 1. Earl of Albemarle, erheblichen Einfluss sowie Titel und Landgüter zukommen ließ. Beide galten als bisexuell und es wurde vermutet, dass der König diese Neigung teilte, was die Jakobiten propagandistisch ausschlachteten.
In seinem Gefolge brachte Wilhelm 200 Sklaven aus Surinam nach England. 1689 erhielt Wilhelm von Edward Colston Anteile der Royal African Company (RAC) für £1,000. Damit profitierte er direkt von dem Sklavenhandel der Gesellschaft.
1701 begann der Spanische Erbfolgekrieg, in den England und die Niederlande hineingezogen wurden, als französische Truppen die Besatzungen der nördlichen Niederlande aus Grenzfestungen im Süden der spanischen Niederlande vertrieben, die den nördlichen Niederlanden vertraglich zugesichert worden waren. Der Krieg sollte sich noch bis 1714 hinziehen. Doch Wilhelm III. starb bereits am 19. März 1702 im Kensington Palace an den Folgen eines Reitunfalls. Er wurde an der Seite seiner Gemahlin in der Westminster Abbey beigesetzt.

### Thronfolge und Erbschaft
Da die Ehe nach drei Fehlgeburten kinderlos geblieben war, folgte ihm auf den englischen, schottischen und irischen Thronen vereinbarungsgemäß seine Schwägerin, Marias jüngere Schwester Anne. Für seine niederländischen, französischen und deutschen Besitzungen setzte Wilhelm per Testament einen entfernten Verwandten, Johann Wilhelm Friso von Nassau-Diez, den Erbstatthalter von Friesland, als Universalerben ein. Es entspann sich jedoch ein Erbstreit darum, den erst 1713 der Friede von Utrecht, zusammen mit dem Spanischen Erbfolgekrieg, beilegte.
Neben dem testamentarischen Alleinerben und später dessen Sohn Wilhelm IV. beanspruchte vor allem der nächste Verwandte Wilhelms, der preußische König Friedrich I., sein Vetter ersten Grades, das Erbe und setzte sich bei den niederländischen Privatbesitzungen auch weitgehend durch. Er erhielt unter anderem das Oberquartier des Herzogtums Geldern. Der nächste preußische König, Friedrich Wilhelm I., der Soldatenkönig, verkaufte aber 1732 unter anderem die Oranier-Schlösser Huis ten Bosch in Den Haag und Het Loo an Wilhelm IV., der auch den Titel eines Fürsten von Oranien annahm, den die preußischen Könige ebenfalls als Nebentitel führten. 1747 wurde Wilhelm IV. dann auch zum Statthalter der Republik der Sieben Vereinigten Provinzen gewählt, was er bis zu seinem Tode 1751 blieb.
Der entferntere Verwandte Fürst Wilhelm Hyacinth von Nassau-Siegen kam hingegen nicht zum Zuge; das Fürstentum Orange, auf das es der katholische Nassau-Siegener vor allem abgesehen hatte, besetzte Ludwig XIV. umgehend, nachdem er den Bourbonen-Prinzen Condé, dessen deutsche Frau mit den Oraniern weitläufig verwandt war, zum rechtmäßigen Erben des Fürstentums erklärt und sich dessen vermeintliche Ansprüche hatte abtreten lassen. Mit dem Frieden von Utrecht 1713 schied das Fürstentum Oranien auch offiziell aus dem Heiligen Römischen Reich aus und fiel an Frankreich. Der rein formelle, ansonsten rechtlose Titel Prinz von Oranien wurde Wilhelm IV. und seinen Nachfahren jedoch zuerkannt; Wilhelm Hyacinth führte ihn als „Prätentionstitel“ ebenfalls. Heute wird er von der Thronfolgerin Catharina-Amalia der Niederlande aus dem Haus Oranien-Nassau geführt.

## Titel

Wappen von Wilhelm III. als König von England und Schottland

- 4. November 1650 bis 9. Juli 1672: Seine Hoheit[10] der Prinz von Oranien, Graf von Nassau[11]
- 9. bis 16. Juli 1672: Seine Hoheit der Prinz von Oranien, Statthalter von Holland
- 16. Juli 1672 bis 26. April 1674: Seine Hoheit der Prinz von Oranien, Statthalter von Holland und Zeeland
- 26. April 1674 bis 8. März 1702: Seine Hoheit der Prinz von Oranien, Statthalter von Holland, Zeeland, Utrecht, Gelre und Overijssel
- 13. Februar 1689 bis 8. März 1702: Seine Majestät der König

Ab 1674 waren seine Titel: „Willem III, von der Gnade Gottes Prinz von Oranien, Graf von Nassau-Dillenburg etc., Statthalter der Grafschaft Holland, der Grafschaft Zeeland, Utrecht etc., Kapitän-General der vereinigten Niederlande. Nach seiner Ankunft in Großbritannien 1689, benutzten Wilhelm und Mary die Titel König und Königin von England, König von Schottland, König von Frankreich und Irland. Bewahrer des Glaubens, etc.“

## Ehrungen
- Die Stadt Williamsburg, das King William County in Virginia sowie der Monarchfalter sind nach Wilhelm III. benannt.
- Eine Büste von Wilhelm III. befindet sich in der Walhalla bei Regensburg und wurde von Bildhauer Johann Nepomuk Haller geschaffen.

## Charakterisierung WilhelmsIII. durch Churchill
Der Literaturnobelpreisträger und britische Premierminister Winston Churchill schrieb in A History of the English-Speaking Peoples:

„Wilhelm von Oranien war vaterlos und kinderlos. Sein Leben war liebeleer. Seine Heirat wurde von der Staatsräson diktiert. Eine zänkische Großmutter hatte ihn erzogen, und seine Jugendjahre regelte eine niederländische Erziehungskommission nach der anderen. Seine Kindheit war unglücklich und seine Gesundheit schlecht. Er hatte eine tuberkulöse Lunge, war asthmatisch und ein wenig verwachsen. Aber in dieser ausgezehrten und gebrechlichen Hülle brannte ein unbarmherziges Feuer, angefacht von den Stürmen Europas und noch verstärkt durch den unerbittlichen Druck seiner Umwelt. […] Frauen bedeuteten ihm wenig. Lange Zeit behandelte er seine liebevolle treue Gemahlin gleichgültig. […] Er bekannte sich natürlich zum calvinistischen Glauben, schien jedoch aus dieser gestrengen Lehre nur wenig geistlichen Trost gewonnen zu haben. Als Herrscher und als Befehlshaber war er bar aller religiösen Vorurteile.“

## Bauten
Die Bauten von Wilhelm und Maria setzten Maßstäbe für die Barockarchitektur in England und Norddeutschland. Besonders der schlichte, aber nobel gegliederte und proportionierte Bau von Het Loo wurde bei zahlreichen ländlichen Residenzen oder Herrenhäusern nachgeahmt, etwa Schloss Nordkirchen in Westfalen oder Althorp in Northamptonshire.

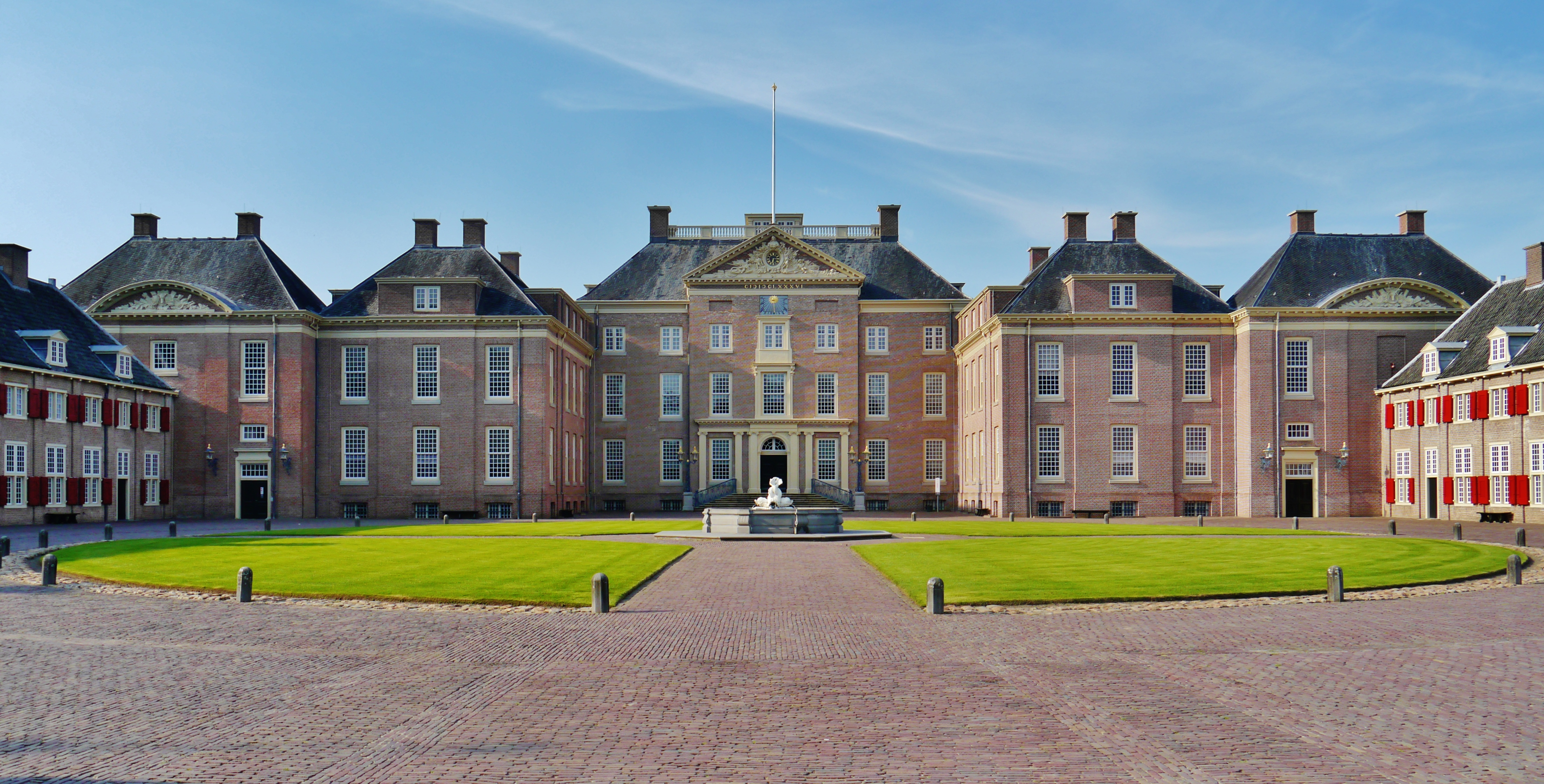
Paleis Het Loo bei Apeldoorn
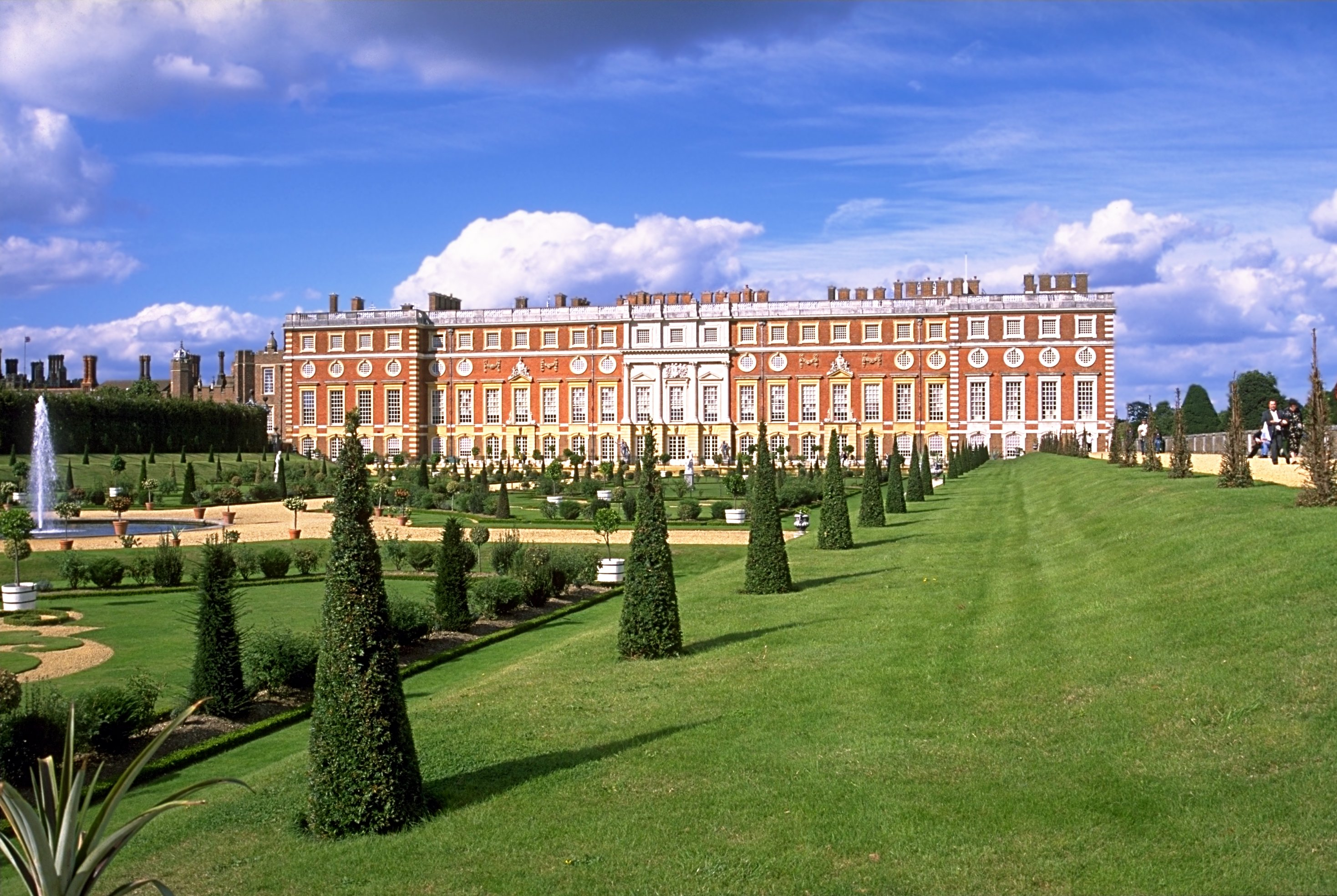
Hampton Court Palace (Südflügel)
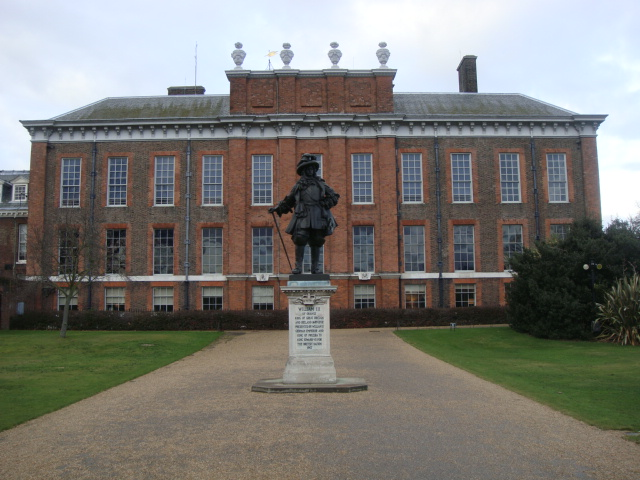
Kensington Palace (mit Denkmal Wilhelms III.)